# 奧瓦德內

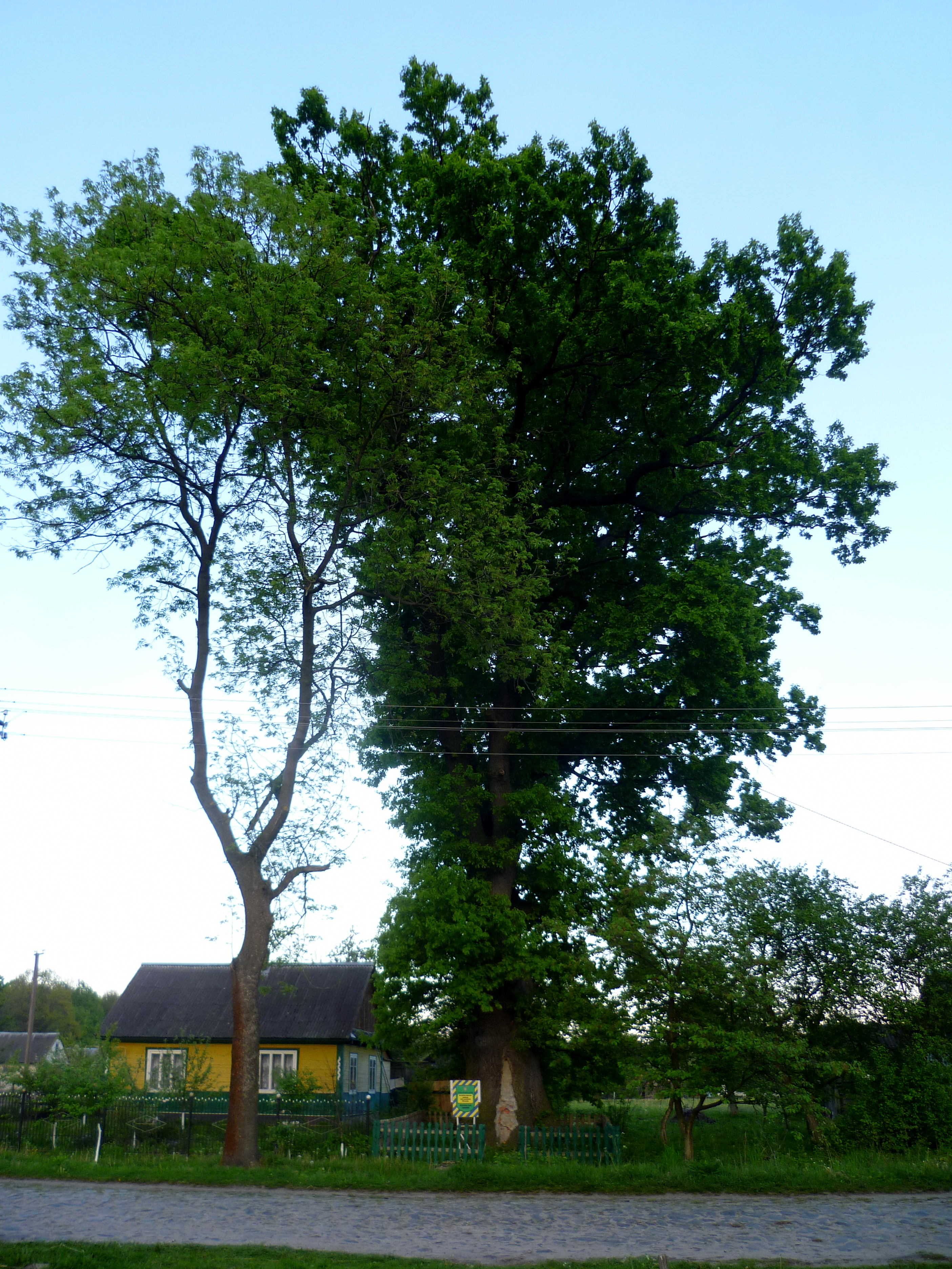
五百年的橡树

奧瓦德内（羅馬化：Ovadne）是烏克蘭西部沃倫州沃洛德米爾區奥瓦德内市镇内的村落及其行政中心。始建於1545年，面積1.66平方公里，海拔高度198米，2001年人口1,256，人口密度每平方公里0.76人。